# Tornei di tennis maschili indipendenti nel 1979
Nel 1979 i tornei di tennis maschili facevano parte del Colgate-Palmolive Grand Prix 1979, ma molti non erano inseriti in nessun particolare circuito.

## Calendario

### Gennaio
Nessun evento

### Febbraio
| Settimana   | Torneo                                                                               | Vincitore              | Finalista                 | Semifinalisti | Eliminati ai quarti |
| ----------- | ------------------------------------------------------------------------------------ | ---------------------- | ------------------------- | ------------- | ------------------- |
| ? Febbraio  | New South Wales Hard Court Championships 1979 Tamworth, Australia Singolare - Doppio | Alvin Gardiner         | non conosciuta (bandiera) |               |                     |
| ? Febbraio  | New South Wales Hard Court Championships 1979 Tamworth, Australia Singolare - Doppio |                        |                           |               |                     |
| 18 febbraio | Vienna 4 Men Invitational 1979 Vienna, Austria Singolare - Doppio                    | Stan Smith 6-4 6-0 6-2 | Wojciech Fibak            |               |                     |
| 18 febbraio | Vienna 4 Men Invitational 1979 Vienna, Austria Singolare - Doppio                    |                        |                           |               |                     |

### Marzo
Nessun evento

### Aprile
| Settimana | Torneo                                                         | Vincitore            | Finalista     | Semifinalisti | Eliminati ai quarti |
| --------- | -------------------------------------------------------------- | -------------------- | ------------- | ------------- | ------------------- |
| 16 aprile | Torneo di Santa Clara 1979 Santa Clara, USA Singolare - Doppio | John McEnroe 7-6 7-6 | Peter Fleming |               |                     |
| 16 aprile | Torneo di Santa Clara 1979 Santa Clara, USA Singolare - Doppio |                      |               |               |                     |

### Maggio
Nessun evento

### Giugno
| Settimana | Torneo                                                                   | Vincitore                 | Finalista         | Semifinalisti | Eliminati ai quarti |
| --------- | ------------------------------------------------------------------------ | ------------------------- | ----------------- | ------------- | ------------------- |
| 9 giugno  | Northern Championships 1979 Manchester, Gran Bretagna Singolare - Doppio | Colin Dibley 6-4 6-4      | Mark Cox          |               |                     |
| 9 giugno  | Northern Championships 1979 Manchester, Gran Bretagna Singolare - Doppio |                           |                   |               |                     |
| 9 giugno  | Kent Championships 1979 Beckenham, Gran Bretagna Singolare - Doppio      | Peter Fleming 3-6 6-3 7-5 | Roscoe Tanner     |               |                     |
| 9 giugno  | Kent Championships 1979 Beckenham, Gran Bretagna Singolare - Doppio      |                           |                   |               |                     |
| 11 giugno | Torneo di Zell Am See 1979 Zell Am See, Austria Singolare - Doppio       | Carlos Kirmayr            | Jose-Luis Damiani |               |                     |
| 11 giugno | Torneo di Zell Am See 1979 Zell Am See, Austria Singolare - Doppio       |                           |                   |               |                     |

### Luglio
| Settimana    | Torneo | Vincitore                 | Finalista     | Semifinalisti                | Eliminati ai quarti |
| ------------ | --- | ------------------------- | ------------- | ---------------------------- | ------------------- |
| 9 luglio     | Tennis agli VIII Giochi panamericani San Juan, Porto Rico Singolare - Doppio                                   |                           |               |                              |                     |
| 9 luglio     | Tennis agli VIII Giochi panamericani San Juan, Porto Rico Singolare - Doppio                                   |                           |               |                              |                     |
| 14 luglio    | Irish Open 1979 Dublino, Irlanda Singolare - Doppio                                                            | Paul Kronk 7-6 6-4        | Sean Sorensen |                              |                     |
| 14 luglio    | Irish Open 1979 Dublino, Irlanda Singolare - Doppio                                                            |                           |               |                              |                     |
| 23-28 luglio | All Stars Exhibition Series 1979 Fréjus - Aix-en-Provence - Cap d'Agde- Montpellier, Francia Cemento Singolare | Jimmy Connors 7-6 2-6 7-5 | John McEnroe  | Ilie Năstase Guillermo Vilas |                     |

### Agosto
Nessun evento

### Settembre
| Settimana    | Torneo                                                                                        | Vincitore                 | Finalista       | Semifinalisti  | Eliminati ai quarti |
| ------------ | --------------------------------------------------------------------------------------------- | ------------------------- | --------------- | -------------- | ------------------- |
| 28 settembre | Essen 4 Men Invitational 1979 Essen, Germania Terra rossa Singolare - Doppio                  | Björn Borg 6-1 6-4        | Ilie Năstase    | Harold Solomon |                     |
| 28 settembre | Rio de Janeiro 4 Men Invitational 1979 Rio de Janeiro, Brasile Terra rossa Singolare - Doppio | Jimmy Connors 6-3 6-4 6-3 | Guillermo Vilas |                |                     |
| 28 settembre | Rio de Janeiro 4 Men Invitational 1979 Rio de Janeiro, Brasile Terra rossa Singolare - Doppio |                           |                 |                |                     |
| 30 settembre | Marbella Open 1979 Marbella, Spagna Terra rossa Singolare - Doppio                            | Björn Borg 6-2 6-2 7-5    | Adriano Panatta |                |                     |
| 30 settembre | Marbella Open 1979 Marbella, Spagna Terra rossa Singolare - Doppio                            |                           |                 |                |                     |
| 30 settembre | Boqueron International 1979 Asunción, Paraguay Terra rossa Singolare - Doppio                 | Jimmy Connors 7-5 6-3     | Guillermo Vilas |                |                     |
| 30 settembre | Boqueron International 1979 Asunción, Paraguay Terra rossa Singolare - Doppio                 |                           |                 |                |                     |

### Ottobre
| Settimana  | Torneo | Vincitore              | Finalista       | Semifinalisti | Eliminati ai quarti                      |
| ---------- | --- | ---------------------- | --------------- | ------------- | ---------------------------------------- |
| 5 ottobre  | Buenos Aires Indoor Round Robin 1979 Buenos Aires, Argentina Sintetico indoor Singolare - Doppio                 | Jimmy Connors 6-4 6-1  | Víctor Pecci    |               | Round robin Ilie Năstase Guillermo Vilas |
| 7 ottobre  | Roxy Tennis Tournament 1979 Groninga, Giorle, Haarlem, Huizen, Rotterdam, Paesi Bassi Sintetico indoor Singolare | Björn Borg 6-3 6-0     | Eddie Dibbs     | Roscoe Tanner | Round robin Tom Okker Tim Gullikson      |
| 7 ottobre  | Colombia Open 1979 Bogotà, Colombia Singolare - Doppio                                                           | Wojciech Fibak 6-4 6-1 | Pat Du Pré      |               |                                          |
| 7 ottobre  | Colombia Open 1979 Bogotà, Colombia Singolare - Doppio                                                           |                        |                 |               |                                          |
| 14 ottobre | Super Challenge 1979 Perth, Australia Singolare - Doppio                                                         | John McEnroe 6-2 6-4   | Guillermo Vilas |               |                                          |
| 14 ottobre | Super Challenge 1979 Perth, Australia Singolare - Doppio                                                         |                        |                 |               |                                          |

### Novembre
| Settimana   | Torneo                                                                                     | Vincitore              | Finalista    | Semifinalisti | Eliminati ai quarti |
| ----------- | ------------------------------------------------------------------------------------------ | ---------------------- | ------------ | ------------- | ------------------- |
| 29 novembre | Brooklyn Masters Tennis Tournament 1979 Milano, Italia Sintetico indoor Singolare - Doppio | Björn Borg 1-6 6-1 6-4 | John McEnroe |               |                     |
| 29 novembre | Brooklyn Masters Tennis Tournament 1979 Milano, Italia Sintetico indoor Singolare - Doppio |                        |              |               |                     |

### Dicembre
| Settimana   | Torneo | Vincitore                       | Finalista                                     | Semifinalisti | Eliminati ai quarti                       |
| ----------- | --- | ------------------------------- | --------------------------------------------- | ------------- | ----------------------------------------- |
| 2 dicembre  | Frankfurt Round Robin Championships 1979 Francoforte, Germania Sintetico indoor Singolare - Doppio                                                                  | Björn Borg 6-3 4-6 6-3 6-4      | Jimmy Connors                                 |               | Round robin Ilie Năstase Vitas Gerulaitis |
| 9 dicembre  | Queensland Open 1979 Brisbane, Australia Singolare - Doppio | Dale Collings 7-6 6-4 6-4       | Victor Eke                                    |               |                                           |
| 9 dicembre  | Queensland Open 1979 Brisbane, Australia Singolare - Doppio | Dale Collings Noel Philipps 8-5 | Victor Eke John Marks                         |               |                                           |
| 16 dicembre | Egypt's International Round Robin 4 Men Invitational 1979 (Egypt's First International Round Robin 4 Men Invitational) Cairo, Egitto Terra rossa Singolare - Doppio | Björn Borg Round robin          | Ismail El Shafei Eliot Teltscher Bill Scanlon |               |                                           |